# Daniil Kharms
Daniil Kharms (em russo: Дании́л Ива́нович Хармс, sobrenome verdadeiro: Ювачёв, Iuvatchóv; São Petersburgo, 30 de dezembro (17 de dezembro no calendário Juliano) de 1905 — Leningrado, 2 de fevereiro de 1942) foi um dos artistas mais originais do vanguardismo russo. Na década de 1920, trouxe influências das vanguardas do começo do século XX, como de Velimir Khlébnikov (1885-1922) e de certa forma da linguagem transmental, o zaum, e do suprematismo de Kazemir Malévitch (1879-1935); depois, na década de 1930, sempre permeada de humor ferino, a obra de Kharms tornou-se mais filosófica e metafísica, voltada para o estudo dos objetos, pessoas e coisas, e suas interações, numa linguagem transgressora, alógica e inventiva. Partindo de pequenas situações cotidianas, o poeta expressou as fragilidades do ser humano e as incongruências da vida, em busca de uma nova percepção de mundo e da arte.
Daniil Kharms foi um dos fundadores da OBERIU (Associação para uma arte real), com seções de teatro, prosa, poesia e cinema, ao lado de outros artistas de Leningrado (atual São Petersburgo), como Aleksándr Vvediésnki (1904-1941), seu amigo mais próximo, Igor Bákhterev (1908-1996) e Nikolai Zabolótski (1903-1958). A OBERIU nasceu em 1928 e durou cerca de três anos, uma vez que seus membros, no contexto do totalitarismo stalinista e do "realismo socialista", começaram a ser detidos. Kharms foi preso pela primeira vez em 1931, acusado de desvirtuar as crianças na construção dos ideais comunistas. Ficou ainda seis meses exilado em Kursk (um dos piores momentos de sua vida), retornando para Leningrado em 1932. Já em sua cidade natal, que exerce papel importante em suas criações, Daniil Kharms teve sérias dificuldades para sobreviver, chegando a passar fome ao lado de sua segunda esposa, Marina Málitch. Nessa década, o escritor passou a publicar bem menos (vivia às custas de textos infantis, basicamente os únicos publicados em vida) e, desde 1937, deixou praticamente de trabalhar. Então, apenas poucos amigos, principalmente os tchinari (grupo não oficial de arte e filosofia, criado nos anos 1920 por Vvediénski, do qual Kharms fazia parte), liam seus textos -- as ideias desenvolvidas entre os tchinari foram um dos maiores estímulos para a criação do artista. Em 1941 Kharms foi levado a uma cela psiquiátrica, morrendo no ano seguinte, provavelmente de fome. Ao saber da prisão do escritor, um dos tchinari, o filósofo Iákov Drúskin (1901-1980), foi à casa do amigo na Rua Nadiejda (atual Maiakósvski) e apanhou a mala com seus manuscritos, que, desde 1979, estão arquivados na Biblioteca Nacional da Rússia (então Saltykóv-Schedrin), em São Petersburgo.
Os textos de Daniil Kharms destinados ao público adulto só foram de fato conhecidos na Rússia depois da perestroika. Hoje a estética inovadora do escritor, poeta e dramaturgo é estudada e cultuada, assemelhada à de autores como Franz Kafka, Samuel Beckett e Eugène Ionesco. Entre as obras de Kharms, destacam-se a série "Causos" (miniaturas escritas entre 1933 e 1939) e a novela "A velha" (1939), encenada no Brasil em 2014 pelo diretor Robert Wilson, com Mikhail Baryshnikov e Willem Dafoe no elenco. A peça "Elizaveta Bam", escrita por Kharms em 1928 para a apresentação oficial da OBERIU, é considerada por muitos críticos um dos marcos do que depois se convencionou chamar de Teatro do Absurdo.

## Publicações de Daniil Kharms no Brasil
- Poesia russa moderna (editora Perspectiva, 2011, 6a edição), com poemas traduzidos por Boris Schnaiderman, Augusto de Campos e Haroldo de Campos.
- Nova antologia do conto russo (1792-1998) (editora 34, 2011), que traz o texto "Conexão", traduzido por Graziela Schneider Urso.
- "Os sonhos teus vão acabar contigo": prosa, poesia, teatro (editora Kalinka, 2013); coletânea dedicada ao autor que inclui a série "Causos", a novela "A velha", a peça "Elizaveta Bam" e o manifesto da OBERIU, além de poemas e textos para crianças, com traduções de Aurora Fornoni Bernardini, Daniela e Moissei Mountian. Capa: Fabio Flaks.
- Esqueci como se chama , histórias e poemas de Daniil Kharms (editora Cosac Naify, 2015), coletânea infantil, com tradução de Luis Felipe Labaki. Ilustrações: Gonçalo Viana.